# Сканделло, Антонио
Анто́нио Сканде́лло (итал. Antonio Scandello; 17 января 1517, Бергамо — 18 января 1580, Дрезден) — итальянский композитор и трубач, большую часть жизни работавший в Дрездене (Германия).

## Очерк жизни и творчества
С 1530 года работал трубачом и корнетистом в родном Бергамо. В 1549 году вместе с другими итальянцами-инструменталистами был приглашён в Саксонскую капеллу, с которой связал свою дальнейшую карьеру: в 1566 стал вице-капельмейстером, с 1568 до конца жизни выполнял обязанности её капельмейстера. В 1562 году принял протестантизм.
О профессиональном музыкальном образовании Сканделло достоверных сведений не сохранилось. Ещё в Бергамо он (предположительно) учился у Гаспаро Альберти. Строгий стиль освоил вероятно уже в Дрездене, под руководством своих предшественников, капельмейстеров Иоганна Вальтера и Маттеуса Леметра. 
В творчестве сочетал фламандскую, немецкую и итальянскую манеры письма. Духовные произведения — 6-голосная месса памяти патрона Сканделло, Морица Саксонского (Missa super epitaphium Mauritii), магнификат и мотеты  написаны «во фламандском вкусе». Gaudii paschalis Jesu Christi и «Страсти по Иоанну» (Passio das Leyden unsers Herrn Jesu Christ nach dem h. Evangelisten Johanne), опубликованные посмертно в Бреслау в 1612 и 1621 годах, написаны в жанре «истории» (historia). Пасхальная история, сочинённая около 1573 года, была известна в Германии ещё до публикации и «оказала значительное влияние на Шютца». Сборник Nawe schöne auserlesene geistliche deudsche Lieder (Дрезден, 1575) содержит в основном 5-голосные моноритмические обработки церковных песен лютеран. 
Вместе с тем, композитор много работал и в области светской музыки. Ему принадлежат сборники многоголосных немецких песен (Lieder): Nawe und schöne deudsche Liedlein (Нюрнберг, 1568) и Nawe und lustige weltliche [und geistliche] deudsche Liedlein (Дрезден, 1570; репринты 1578 и 1579). Сканделло также выпустил два сборника полифонических «неаполитанских песен» (на итальянском языке) — Il primo libro delle canzone napolitane (Нюрнберг, 1566; репринты 1572 и 1583) и Il secondo libro dele canzone napolitane (Мюнхен, 1577). При том что Сканделло был опытным трубачом, никаких следов инструментальной музыки в сохранившемся его наследии не обнаруживается.